# Карчин (Любуське воєводство)
Карчин (пол. Karczyn, нім. Harthe) — село в Польщі, у гміні Сулехув Зеленогурського повіту Любуського воєводства.
Населення — 61 особа (2011).
У 1975-1998 роках село належало до Зеленогурського воєводства.

## Демографія
Демографічна структура станом на 31 березня 2011 року:
|          | Загалом | Допрацездатний вік | Працездатний вік | Постпрацездатний вік |
| -------- | ------- | ------------------ | ---------------- | -------------------- |
| Чоловіки | 29      | 9                  | 17               | 3                    |
| Жінки    | 32      | 9                  | 18               | 5                    |
| Разом    | 61      | 18                 | 35               | 8                    |